# Coilia reynaldi
Coilia reynaldi is een straalvinnige vis uit de familie van de ansjovissen (Engraulidae) en behoort derhalve tot de orde van haringachtigen (Clupeiformes). De vis kan een lengte bereiken van 15 centimeter.

## Leefomgeving
De soort komt zowel in zoet, brak als zout water voor. De vis prefereert een tropisch klimaat en leeft hoofdzakelijk in de Indische Oceaan.

## Relatie tot de mens
Coilia reynaldi is voor de visserij van beperkt commercieel belang. In de hengelsport wordt er weinig op de vis gejaagd.